# Седейлия
Седейлия (на английски: Sedalia) е град в централната част на Съединените американски щати, административен център на окръг Петис в щата Мисури. Населението му е около 21 500 души (2012).
Разположен е на 277 метра надморска височина във Вътрешните равнини, на 125 километра югоизточно от Канзас Сити и на 260 километра западно от Сейнт Луис. Селището е основано през 1857 година и през следващите десетилетия бързо се разраства като железопътен възел и регионално средище на проституцията.

## Известни личности
Родени в Седейлия
- Джак Оуки (1903-1978), актьор